# Підчашшя
Підчашшя — колишнє село в Україні. Розташоване в Овруцькому районі Житомирської області. Підпорядковувалось Переїздівській сільській раді. 

## Історія
У 1906 році в селі мешкало 47 осіб, налічувалось 4 дворових господарства.
Виселено через радіоактивне забруднення внаслідок аварії на ЧАЕС. Населення в 1981 році — 30 осіб. Зняте з обліку 14 листопада 1991 року Житомирською обласною радою.
У лісі біля Підчашшя бере свій початок річка Радча.